# Slåttjärnen (Kalls socken, Jämtland, 704768-137888)
Slåttjärnen är en sjö i Åre kommun i Jämtland och ingår i Indalsälvens huvudavrinningsområde.